# 寄藤文平
寄藤 文平（よりふじ ぶんぺい、1973年7月21日 - ）は日本のアートディレクター、グラフィックデザイナー、イラストレーター。

## 経歴
長野県箕輪町生まれ。子供の頃はどちらかというと引いた子供だった。
中学までは教師や新聞記者に憧れていて、絵の道は考えていなかったが図工には自信があった。父の知り合いで早稲田大学出身の報知新聞の記者がいたことから自分も同じ道を進もうとするも勉強ができず、高校では勉学より水彩画にのめり込み、2年生の夏休みに父の勧めで美術大学を目指すために予備校に通った。
長野県伊那北高等学校卒業後、武蔵野美術大学視覚伝達デザイン学科へ進学。絵のジャンルは何でもよかったが、教わった先生がグラフィックデザイナーだったためデザイン学科を選び、その頃からグラフィックデザイナーを目指すようになる。
人と違うものを表現しようと追求した時期もあったが、芸術でコンピューターを使うことが増えた時期で「新しさはテクノロジーが生む者で自分自身の表現ではない」と感じて、手描きだけの基本的な技術だけで表現することに興味を抱く。
広告代理店の仕事を受けるようになると大学を中退、絵の仕事に専念する。
2000年に有限会社文平銀座を設立し、広告やロゴデザイン、アニメーション制作などを手がける。
岡本欣也と製作した日本たばこ産業のポスター・新聞広告で2005年東京ADC賞受賞。
2008年、『暮らしの雑記帖』『ナガオカケンメイのやりかた』で第39回講談社出版文化賞ブックデザイン賞受賞。

## 作品

### 広告
- 日本たばこ産業 - 大人たばこ養成講座（AD・イラスト）
- ビオフェルミン製薬 - 「ビオフェルミン下痢止め」テレビCF（キャラクターデザイン・イラスト）
- 東京メトロ - 公式キャラクター「To Meくん」（2009年）マナーポスター「家でやろう」（2008年、2009年）「またやろう」（2010年）（イラスト・企画）
- ベコ太郎 ｰ 福島県PRキャラクター

### 装幀
- 『海馬』（池谷裕二・糸井重里著／朝日出版社：2002年）
- 『エネマグラ教典 -ドライオーガズム完全マニュアル-』（クーロン黒沢・ポッチン下条著／太田出版：2004年）
- 『マングローブが教えてくれた働き方』（今野誠一著／ブルース・インターアクションズ ：2009年）
- ちびポリ(東ハト スナック菓子)
- 『MAIL』全３巻（山崎峰水　角川書店）
- 『黒鷺死体宅配便』 1〜28巻（原作：大塚英志　作画：山崎峰水　角川書店）
- 『松岡國男妖怪退治』 1〜4巻（原作：大塚英志　作画：山崎峰水　角川書店）
- 『アライアズキ、今宵も小豆を洗う。』全3巻（原作：大塚英志　作画：山崎峰水　角川書店）
- 『北神伝綺』 上下（原作：大塚英志 作画：森美夏　角川書店）
- 『とでんか』  全7巻（原作：大塚英志 作画：樹生ナト　角川書店）
- 『三つ目の夢二』 全2巻（原作：大塚英志 作画：ひらりん　徳間書店）
- 『まんがでわかるまんがの歴史』 全1巻（原作：大塚英志　作画：ひらりん　角川書店）
- 『サブカルチャー反戦論』（大塚英志　角川書店：2001年、角川文庫：2003年）
- 『多重人格探偵サイコ・フェイク』 （大塚英志　角川書店、2002年）
- 『「私」であるための憲法前文』（大塚英志　角川書店、2003年）
- 『アトムの命題――手塚治虫と戦後まんがの主題』（大塚英志　アニメージュ叢書：2003年）
- 『くもはち』 （大塚英志　角川書店：2003年）
- 『僕は天使の羽根を踏まない』（大塚英志　徳間書店：2003年、徳間デュアル文庫：2005年）
- 『ロリータ℃の素敵な冒険』（大塚英志　徳間書店：2004年、徳間デュアル文庫：2005年）
- 『読む。書く。護る。――「憲法前文」のつくり方』（大塚英志　角川書店：2004年）
- 『多重人格探偵サイコ 雨宮一彦の消滅（大塚英志　角川書店：2005年）
- 『戦後民主主義のリハビリテーション――論壇でぼくは何を語ったか』（大塚英志　角川文庫：2005年）
- 『キャラクター小説の作り方』（大塚英志　角川文庫：2006年）
- 『試作品神話』 （文：大塚英志、絵：西島大介、角川書店：2006年、角川文庫：2009年）

### CI・VI
- リクルート - R25（表紙イラスト）
- 朝日放送 - 同局のマスコットキャラクター・キュキュ（2001年 - 2015年）および全国高校野球選手権大会中継のイメージキャラクター・ねったまくん（デザイン）
- シブヤ大学(AD)

## 著書
- 『ウンココロ しあわせウンコ生活のススメ』（2000年）
- 『アホウドリの糞でできた国 ナウル共和国物語』（2004年） ※古田靖との共著
- 『ウンココロ手帖』（2006年）
- 『死にカタログ』（2006年）
- 『地震イツモノート』（2007年）
- 『数字のモノサシ』（2008年）
- 『元素生活 Wonderful Life With The ELEMENTS』（2009年）
- 『ラクガキ･マスター 描くことが楽しくなる絵のキホン』（2009年）